# Julie Su

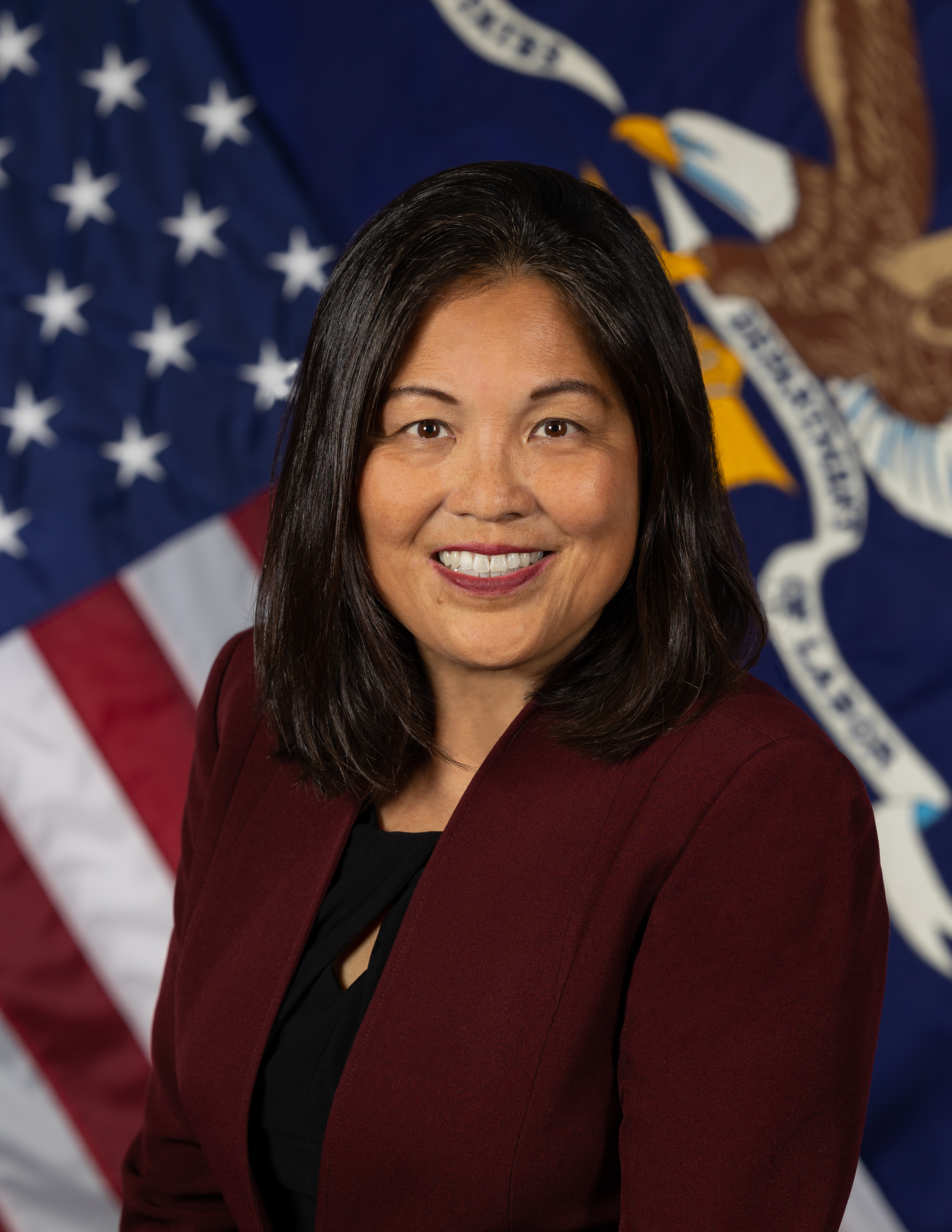
Julie Su (2021)

Julie A. Su (* 19. Februar 1969 in Madison, Wisconsin) ist eine US-amerikanische Bürger- und Arbeitsrechtsanwältin und Politikerin. In der Regierung von Joe Biden war sie von Juli 2021 bis Januar 2025 stellvertretende Arbeitsministerin der Vereinigten Staaten. Nach dem Rücktritt von Marty Walsh führte sie vom 11. März 2023 bis 20. Januar 2025 das Arbeitsministerium kommissarisch. Zuvor war sie von 2019 bis 2021 Arbeitsministerin in Kalifornien.

## Werdegang
Su wurde im US-Bundesstaat Wisconsin als Tochter chinesischer Einwanderer geboren, später zog die Familie nach Südkalifornien. Ihre Eltern arbeiteten größtenteils in Niedriglohnjobs und betrieben parallel eine Pizzeria sowie einen Waschsalon. Su erwarb einen Bachelor of Arts an der Stanford University und absolvierte im Anschluss ein Studium der Rechtswissenschaft an der Law School der Harvard University. Nach ihrem Abschluss arbeitete sie ab 1994 als Anwältin für Bürger- und Arbeitsrecht. Besondere Bekanntheit erlangte sie 1995, als sie 72 thailändische Arbeiter rechtlich vertrat, die illegal in die USA gebracht worden waren, um in einem Sweatshop im kalifornischen El Monte zu arbeiten. Nach der Befreiung der Arbeiter durch die Polizei erreichte Su unter anderem vor Gericht, dass diese als Opfer von Menschenhandel Aufenthaltsberechtigungen in der USA erhielten. Argumentativ bediente sie sich dabei bei einer erst 1994 geschaffenen Visumskategorie für Informanten von Strafverfolgungsbehörden. Auch aufgrund der medialen Aufmerksamkeit des El-Monte-Falls richtete der US-Kongress speziell für Menschenhandelsopfer per Gesetz die Visumskategorie T ein. Für ihr Engagement erhielt Su mehrere Auszeichnungen, darunter den Reebok Human Rights Award sowie den Genius Award der MacArthur-Stiftung.
Während der dritten und vierten Amtszeit von Jerry Brown als Gouverneur Kaliforniens von 2011 bis 2019 leitete sie die kalifornische Behörde zur Durchsetzung von Arbeitsstandards (DLSE). Browns Nachfolger Gavin Newsom berief Su nach seinem Amtsantritt Anfang 2019 zur Arbeitsministerin Kaliforniens. Nach der Wahl Joe Bidens zum Präsidenten 2020 galt Su als Anwärterin auf den Posten als nationale Arbeitsministerin. Insbesondere mehrere Vereinigungen zur Vertretung der Interessen asiatischstämmiger Amerikaner (AAPI) setzten sich stark für sie ein. Kritik erhielt sie unter anderem wegen fehlerhafte Auszahlungen von Arbeitslosenunterstützung an Betrüger in Millionenhöhe durch ihre Behörde während der COVID-19-Pandemie. Biden entschied sich letztendlich für Marty Walsh als Arbeitsminister und nominierte Su im Februar 2021 als dessen Stellvertreterin. Im Juli 2021 wurde sie vom Senat der Vereinigten Staaten mit 50 zu 47 Stimmen in diesem Amt bestätigt.
Nachdem Walsh angekündigt hatte, sein Amt zum 11. März 2023 aufzugeben, um Geschäftsführer der National Hockey League Players’ Association zu werden, nominierte Biden Su als neue Arbeitsministerin. Aufgrund des zu erwartenden Widerstandes gegen ihre Nominierung, erfolgte während der gesamten verbleibenden Amtszeit von Joe Biden keine Befassung des Senats mit der Personalie. Sie führte das Arbeitsministerium daher bis zu ihrem Ausscheiden nach Amtsantritt der Regierung Trump am 20. Januar 2025 kommissarisch.